# Dawit Isaak
Dawit Isaak, född 27 oktober 1964 i Asmara i Kejsardömet Etiopien (i nuvarande Eritrea), är en eritreansk-svensk journalist, författare och dramatiker. Han har utan rättegång hållits i eritreanskt fängelse sedan 2001 och ses som en förrädare av den eritreanska regeringen. Amnesty International menar dock att han är en samvetsfånge och har begärt att han omedelbart och villkorslöst ska friges. Han var tidigare den enda svenska medborgare att sitta fängslad som samvetsfånge.
2009 fick Isaak Tucholskypriset och 2017 UNESCO:s pressfrihetspris (Guillermo Cano World Press Freedom Prize). Sverige fick senast 2020 uppgifter om att Isaak var vid liv.

## Biografi

### Asyl och svenskt medborgarskap
Dawit Isaak kom till Sverige 1987 som flykting från självständighetskriget i Eritrea. Han slog sig ned i Lerum, försörjde sig som städare och fick svenskt medborgarskap 1992. Isaak behöll dock sitt eritreanska medborgarskap och har således dubbla medborgarskap. Efter krigets slut 1991 återvände han till Asmara där han blev delägare i och arbetade som journalist på landets första oberoende tidning Setit.

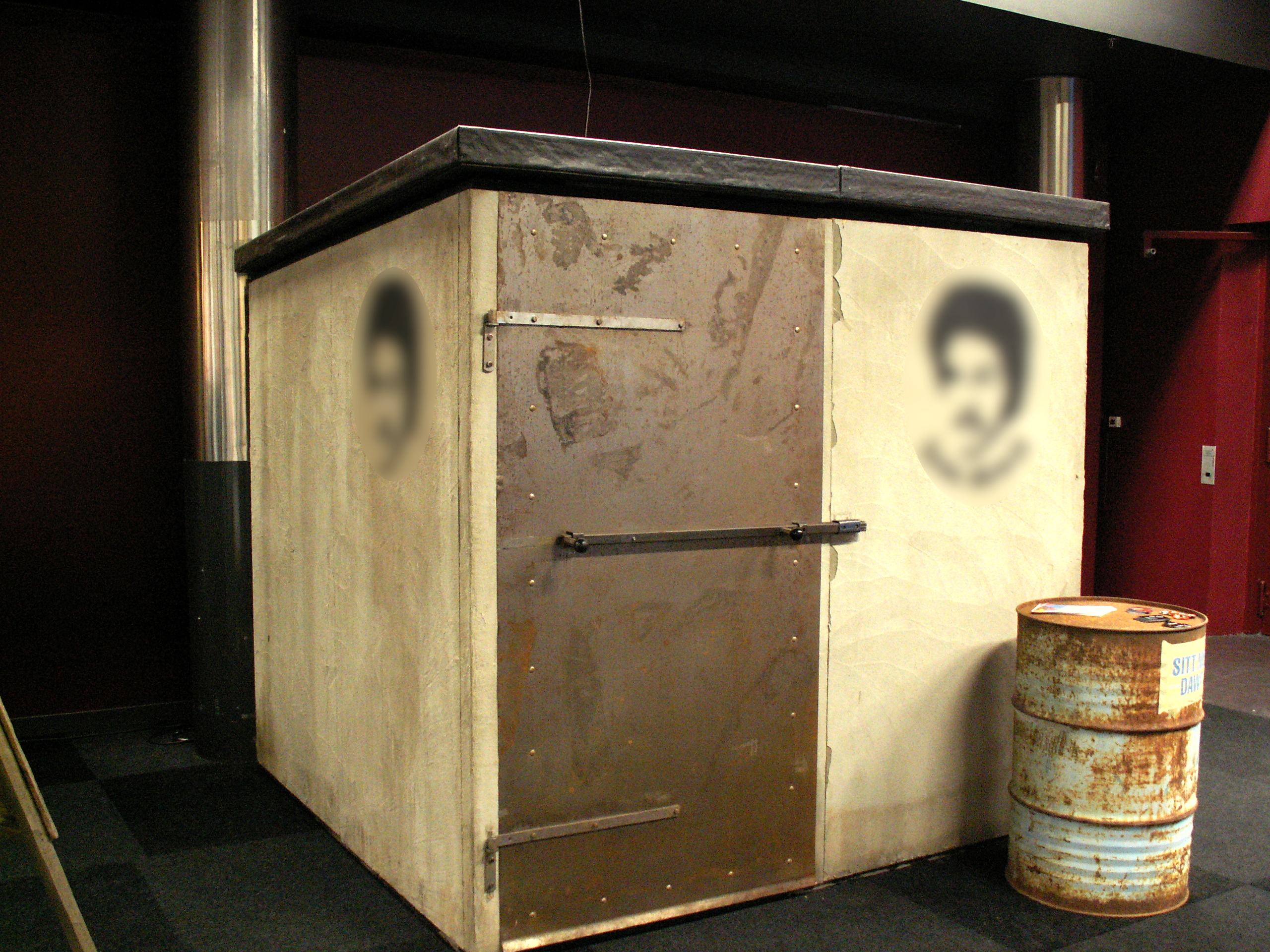
I mars 2015 ställde kampanjgruppen Free Dawit ut en förmodad kopia av Dawit Isaaks fängelsecell på Mediedagarna i Göteborg (på Svenska Mässan). Senare ställdes den även ut på Sergels torg i Stockholm.

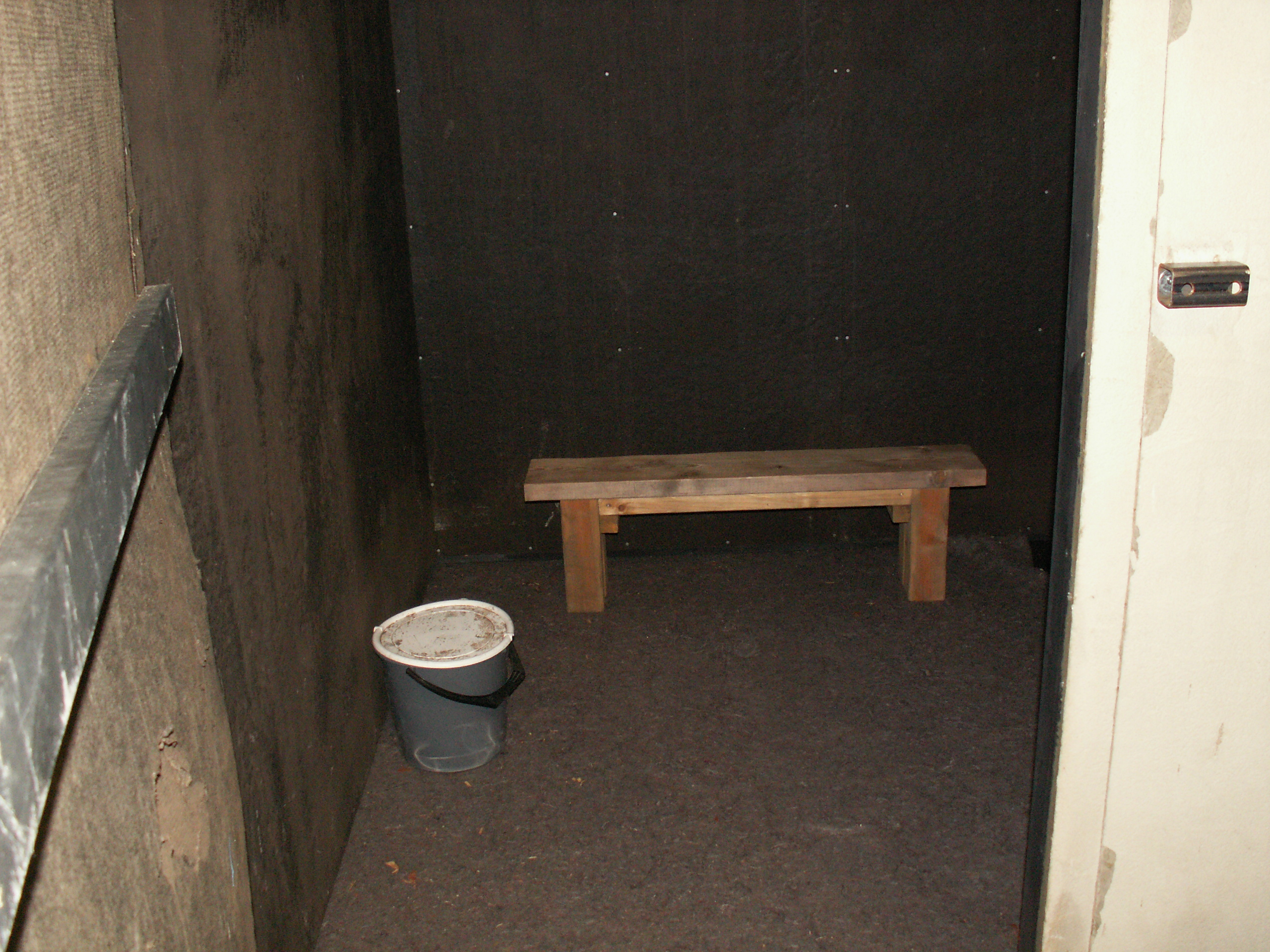
Dawit Isaaks cell, som den presenterades på Mediedagarna i Göteborg 2015.

### Fängslad i Eritrea
Den 23 september 2001 greps Isaak i sitt hem av eritreansk polis enligt den eritreanska regeringen "för brott mot rikets säkerhet". Andra menar att Isaak arresterades på grund av en artikel i tidskriften Setit där han skrivit om en grupp politiker i regeringen – den så kallade 15-gruppen – som krävde demokratiska reformer i Eritrea. Kring tiden för fängslandet av Isaak arresterades även merparten av 15-gruppen.
Minst tio av de journalister och politiker som fängslades i september 2001 ska ha avlidit i fängelse, däribland den tidigare utrikesministern Mahmoud Sherifo och Dawit Isaaks kollega från tidningen Setit, Fessehaye "Joshua" Yohannes. Förutom Isaak sitter enligt IPI även journalisterna Mattewos Habteab, Dawit Habtemichael, Temesken Ghebreyesus, Emanuel Asrat, Seyoum Tsehaye, Hamid Mohammed Said, Saleh Al Jezaeeri (Al-Jezaeri), Fitzum Wedi Ade, Selamyinghes Beyene, Zemenfes Haile, Ghebrehiwet (Gebrehiwot) Keleta, Daniel Mussie och Tura Kubaba fängslade utan rättegång.
I april 2002 rapporterade den amerikanska pressorganisationen CPJ (Committee to Protect Journalists) att Isaak lagts in på sjukhus för behandling av tortyrskador. Regeringen förnekade att han hade torterats men tillät ingen att träffa honom och det fanns få uppgifter om hur han hade det i fängelset. Isaak hade vid tidpunkten inte åtalats för något utan satt fängslad utan rättegång.

#### Permission
Tidigt på morgonen den 19 november 2005 fick Isaaks hustru ett telefonsamtal från makens syster med besked om att han  efter 1518 dagar i fängelse hade frigivits och befann sig hemma hos henne. Sveriges dåvarande ambassadör Bengt Sparre, som en längre tid hade arbetat med relationen till regimen i Eritrea, meddelade att Isaak var i bra kondition. Några dagar senare uppkom dock frågetecken om Isaak verkligen var frigiven och den 2 december fick Utrikesdepartementet (UD) från eritreanska myndigheter uppgiften att Isaak endast hade haft permission.

#### Utrikesdepartementets agerande
Svenska medier rapporterade den 3 februari 2009 att Isaak åter befann sig på sjukhus. Samma dag skickades den stockholmsbaserade ambassadören Fredrik Schiller till Eritrea. Samtidigt ökade pressen på Sveriges dåvarande utrikesminister Carl Bildt att lösa fallet. På en fråga från Cecilia Wigström, om Bildt var beredd att åka till Eritrea för att verka för Isaaks frisläppande, svarade han att fallet hade hög prioritet för utrikesförvaltningen men att han inte kunde redogöra för detaljer beroende på UD:s tysta diplomati i ärendet. Den 11 februari samma år rapporterades att Schiller återvänt till Sverige med oförrättat ärende. Därpå hårdnade opinionen som menade att UD behövde vidta kraftfulla åtgärder för att få Isaak frisläppt. Journalistförbundets ordförande och Internationella journalistfederationens generalsekreterare krävde att Bildt personligen skulle åka till Asmara.
Isaak är både svensk och eritreansk medborgare men de eritreanska myndigheterna anser att då Isaak befann sig i Eritrea när han greps lyder han under eritreanska lagar och att hans fall därför är en "intern angelägenhet". Det svenska medborgarskapet, menar man, saknar således betydelse i det här fallet, vilket inverkar på svenska UD:s möjligheter att agera. Den offentliga inställningen från den eritreanska sidan blev tydlig i en intervju med Eritreas president Isaias Afewerki i maj 2009 då följande sades: "Vi kommer inte att ha någon rättegång och vi kommer inte att frige honom. Vi vet hur vi ska handskas med honom och andra som honom." och "För mig är Sverige irrelevant." Afwerki menade vidare att det vid tillfället inte existerade någon diplomatisk relation mellan Sverige och Eritrea. Detta beroende på hur Sverige hade bedrivit den "tysta diplomati" regeringen sagt att den ägnat sig åt.
"Sveriges utrikesminister kontaktade det qatariska utrikesministeriet med antagandet att Qatar och Eritrea stod varandra nära. Om Sverige ber Qatar att be Eritrea om en tjänst när det gäller en svensk journalist... så långt har kampanjen gått. Vi talar om en eritreansk medborgare. Den svenska regeringen har ingen rätt att ställa frågor om honom" menade Isaias Afwerki. Utrikesminister Carl Bildt ville inte kommentera intervjun specifikt men tillade att "Om denna intervju över huvud taget ger någon information så är det kanske att den ger en bredare allmänhet insikt om hur besvärligt det här fallet är."

#### Kampanjer i media
Det tog lång tid innan svenska medier uppmärksammade Dawit Isaaks fall . Den 19 februari 2009 initierade Expressen en kampanj för Isaak. Tidningen beslutade att intervjua samtliga riksdagsledamöter och fråga vad de personligen hade gjort för Isaak samt hur de avsåg att hjälpa honom. Den 26 mars anslöt tidningarna Aftonbladet, Dagens Nyheter och Svenska Dagbladet till kampanjen.
På pressfrihetens dag den 3 maj 2009 släppte reggaegruppen Drömspår låten Frige Dawit Isaak!. I texten uppmanas Carl Bildt att åka till Eritrea för att förhandla om Isaaks frigivning. Låten uppmärksammades i pressen, på bloggar och MySpace. Även Bruce Springsteen och Madonna krävde Isaaks frigivning.

#### 5000 dagar i fängelse
Den 2 juni 2015 hade Isaak suttit fängslad i Eritrea i 5 000 dagar. I samband med årsdagen arrangerades en manifestation på Sergels Torg i Stockholm med efterföljande paneldiskussion och filmvisning i Kulturhuset Stadsteatern. Bland talare och artister som medverkade fanns Isaaks döttrar Betlehem och Danait Isaak och artisten Krister Linder. Under dagen fanns en replik av Isaaks fängelsecell uppbyggd på Sergels Torg, där man kunde sitta under 15 minuter som en solidaritetshandling. Manifestationen arrangerades av Stödkommittén Free Dawit Isaak och åtta organisationer engagerade i Mediekampanjen för Dawit Isaak i samarbete med Kulturhuset Stadsteatern.

#### 15 år i fängelse
Den 23 september 2016 hade Isaak suttit fängslad i 15 år. På Stockholms centralstation anordnades en manifestation med ett flertal medverkande och en 15 minuter lång tystnadsmanifestation hölls på Sergels torg i Stockholm. Isaak uppmärksammades också på Bok- & Biblioteksmässan i Göteborg på flera sätt. Under sommaren hade Eritreas utrikesminister Osman Saleh i en intervju med franska radiostationen RFI sagt att Isaak var vid liv. EU-parlamentarikern Cecilia Wikström hade fått samma besked från landets presidentrådgivare Yemane Gebreab.

#### 23 år i fängelse
Den 23 september 2024 hade Isaak suttit fängslad i 23 år. Flera manifestationer och upprop har uppmärksammat hans situation under hösten 2024, bland annat så har hans 60-årsdag den 27 oktober högtidlighållits, som till exempel i Stockholm på Författarnas hus, med representanter från media, organisationer som Svenska PEN, Free Dawit och Reportrar utan gränser, samt medlemmar ur Dawit Isaaks familj. 

#### Parlamentariska och rättsliga initiativ
Under hösten 2024 gjordes flera insatser för att åter uppmärksamma Isaaks fall, bland annat väcktes en motion (Motion 2024/25:2181) av Helén Pettersson (S) och Fredrik Lundh Sammeli (S) med rubriken: "Frigivning av Dawit Isaak och försvar av det fria ordet". I Regeringsförklaringen den 10 september 2024 "För ett rikare och tryggare Sverige", nämndes Dawit Isaak av Statsminister Ulf Kristersson. 
Den 18 september 2024 lämnade Reportrar utan gränser (RSF) in en anmälan till den svenska Åklagarmyndigheten där åtta högt uppsatta eritreanska tjänstemän, inklusive president Isaias Afwerki, anklagas för brott mot mänskligheten, tortyr och påtvingade försvinnanden i fallet med journalisten Dawit Isaak. Detta markerar RSF:s fjärde försök att få till stånd rättsliga åtgärder i Sverige angående Isaak, som har varit fängslad utan åtal i Eritrea sedan 2001. Anmälan stöddes av Svenska PEN och Raoul Wallenberg Centre for Human Rights. 
Den 19 november 2024 meddelade den svenska Åklagarmyndigheten att den inte kommer att inleda en förundersökning om anklagelser om brott mot mänskligheten begångna av eritreanska tjänstemän i fallet med Dawit Isaak. Beslutet sammanföll med att Isaak samma dag tilldelades Edelstampriset 2024 för sitt extraordinära mod i att försvara yttrandefrihet och mänskliga rättigheter.
Reportrar utan gränser uttryckte djup besvikelse över beslutet och betonade att Isaak, en svensk-eritreansk journalist, har suttit fängslad utan rättegång i Eritrea sedan 2001. Organisationen har under åren lämnat in flera anmälningar och uppmanat svenska myndigheter att utreda Eritreas ledarskaps agerande i relation till Isaaks långvariga fängslande. Trots dessa insatser konstaterade Åklagarmyndigheten att den långa tidsperioden för Isaaks fängelsevistelse inte utgjorde tillräckliga skäl för att motivera en ny utredning. 
Även i Kanada lämnades en motion till det kanadensiska parlamentet rörande Dawit Isaaks fall: Petition to the House of Commons – 441-02901 (Foreign Affairs) by PM Garnett Genuis (Sherwood Park—Fort Saskatchewan) Alberta, Kanada, 27 November 2024. 
I USA uppmanade den amerikanske senatorn Dick Durbin till frigivning av politiska fångar världen över. Durbin inleder sitt tal i senaten med att ta upp Eritrea och Dawit Isaaks fall, den 11 december 2024. 

## Familj
Isaak är gift och har tre barn, bland andra dottern Betlehem Isaak.